# Aube (Orne)
Aube és un municipi francès situat al departament de l'Orne i a la regió de Normandia. L'any 2007 tenia 1.444 habitants.

## Demografia

### Població
El 2007 la població de fet d'Aube era de 1.444 persones. Hi havia 607 famílies de les quals 198 eren unipersonals (77 homes vivint sols i 121 dones vivint soles), 190 parelles sense fills, 170 parelles amb fills i 49 famílies monoparentals amb fills.
La població ha evolucionat segons el següent gràfic:
Habitants censats

### Habitatges
El 2007 hi havia 694 habitatges, 623 eren l'habitatge principal de la família, 33 eren segones residències i 39 estaven desocupats. 606 eren cases i 85 eren apartaments. Dels 623 habitatges principals, 386 estaven ocupats pels seus propietaris, 232 estaven llogats i ocupats pels llogaters i 4 estaven cedits a títol gratuït; 3 tenien una cambra, 27 en tenien dues, 117 en tenien tres, 259 en tenien quatre i 216 en tenien cinc o més. 463 habitatges disposaven pel capbaix d'una plaça de pàrquing. A 314 habitatges hi havia un automòbil i a 209 n'hi havia dos o més.

### Piràmide de població
La piràmide de població per edats i sexe el 2009 era:
| Homes | Edats   | Dones |
| ----- | ------- | ----- |
| 0     | 95 o +  | 4     |
| 0     | 90 a 94 | 4     |
| 0     | 85 a 89 | 24    |
| 20    | 80 a 84 | 8     |
| 28    | 75 a 79 | 28    |
| 56    | 70 a 74 | 64    |
| 36    | 65 a 69 | 28    |
| 28    | 60 a 64 | 44    |
| 48    | 55 a 59 | 40    |
| 40    | 50 a 54 | 48    |
| 56    | 45 a 49 | 52    |
| 48    | 40 a 44 | 52    |
| 68    | 35 a 39 | 60    |
| 60    | 30 a 34 | 52    |
| 40    | 25 a 29 | 48    |
| 48    | 20 a 24 | 28    |
| 100   | 15 a 19 | 36    |
| 100   | 10 a 14 | 44    |
| 56    | 5 a 9   | 40    |
| 24    | 0 a 4   | 40    |

## Economia
El 2007 la població en edat de treballar era de 889 persones, 628 eren actives i 261 eren inactives. De les 628 persones actives 566 estaven ocupades (313 homes i 253 dones) i 61 estaven aturades (31 homes i 30 dones). De les 261 persones inactives 101 estaven jubilades, 80 estaven estudiant i 80 estaven classificades com a «altres inactius».

### Ingressos
El 2009 a Aube hi havia 610 unitats fiscals que integraven 1.388,5 persones, la mediana anual d'ingressos fiscals per persona era de 15.577 €.

### Activitats econòmiques
Dels 53 establiments que hi havia el 2007, 5 eren d'empreses extractives, 1 d'una empresa alimentària, 2 d'empreses de fabricació d'altres productes industrials, 13 d'empreses de construcció, 10 d'empreses de comerç i reparació d'automòbils, 3 d'empreses de transport, 6 d'empreses d'hostatgeria i restauració, 3 d'empreses financeres, 1 d'una empresa immobiliària, 1 d'una empresa de serveis, 4 d'entitats de l'administració pública i 4 d'empreses classificades com a «altres activitats de serveis».
Dels 24 establiments de servei als particulars que hi havia el 2009, 1 era una oficina de correu, 3 oficines bancàries, 1 funerària, 1 autoescola, 4 paletes, 1 guixaire pintor, 3 fusteries, 1 lampisteria, 2 electricistes, 1 perruqueria, 5 restaurants i 1 saló de bellesa.
Dels 4 establiments comercials que hi havia el 2009, 1 era una botiga de més de 120 m², 1 una botiga de menys de 120 m², 1 una fleca i 1 una joieria.
L'any 2000 a Aube hi havia 4 explotacions agrícoles.

## Equipaments sanitaris i escolars
L'únic equipament sanitari que hi havia el 2009 era una farmàcia.
El 2009 hi havia una escola elemental.

## Poblacions més properes
El següent diagrama mostra les poblacions més properes.